# 严陵镇
严陵镇，是中华人民共和国四川省内江市威远县下辖的一个乡镇级行政单位。2019年12月，撤销铺子湾镇，将其所属行政区域划归严陵镇管辖。

## 行政区划
严陵镇下辖以下地区：
南街社区、东街社区、西街社区、外南街社区、中心街社区、外西街社区、河北街社区、大桥街社区、河东街社区、杉树坳社区、三河街社区、广场街社区、花城路社区、东风路社区、滕家坝社区、接官亭社区、锦城社区、建业社区、西山村、魏家村、三河村、桂花村、白荷村、新义村、乔里村、长益村、塔山村、富谷村、鸭子村、建设村、食丰村、三胜村、联合村、兴家村、建利村、新堂村、粮丰村、平山村、花塘村、先觉村、双柏村、宋埝村和龙埝村。